# Bertram Ahlefeldt
Bertram Ahlefeldt (født 1508,
død 16. april 1571) var en slesvig-holstensk-dansk statholder.
Han var i en omkring 20-årig periode amtmand på Sønderborg hvor han var fangevogter for Christian 2..
Ahlefeldt fortsatte som amtmand på Nordborg på Als.
I 1560 blev han forfremmet til en stillingen som amtmand i Flensborg.
Ahlefeldt var gift med Dorothea Rantzau, der var datter af Poul Rantzau og niece til Johan Rantzau.
Ahlefeldt indgår kort som en perifer figur i Johannes V. Jensens roman Kongens Fald.